# Märta Löfvenholm
Märta Elisabeth Löfvenholm, född 16 januari 1912 i Maria Magdalena församling, Stockholm, död 21 april 2001 i Enskede församling, Stockholm, var en svensk målare och skulptör.
Hon var dotter till redaktören Sam Kellin och Sofie Wichers och från 1937 gift med reklamkonsulenten Berthel Löfvenholm. Hon studerade konst för målarna Börje Hedlund och Staffan Hallström samt skulptur för Ture Johansson vid Konststudieklubben i Stockholm. Hon medverkade i samlingsutställningar på HSB, Kungshallen, Galerie S:t Nikolaus samt Jämtlands läns museum. Hennes bildkonst består av stilleben, figurer, interiörer och porträtt i olja och som skulptör skulpterade hon mindre figurföremål i lera eller gips.